# Resolución 51 del Consejo de Seguridad de las Naciones Unidas
La Resolución 51 del Consejo de Seguridad de las Naciones Unidas, adoptada el 3 de junio de 1948, reafirmó las resoluciones anteriores del Consejo sobre el conflicto entre India y Pakistán, ordenó a la Comisión establecida en la Resolución 39 del Consejo de Seguridad de las Naciones Unidas que se trasladara a las áreas de disputa y cumpliera con las tareas asignadas en la Resolución 47 del Consejo de Seguridad de las Naciones Unidas lo antes posible. En la resolución también se instruía a la Comisión para que dirigiera una carta que el ministro de Relaciones Exteriores del Pakistán enviara al Consejo.
La resolución fue adoptada por ocho votos, con la abstención de la República de China, la RSS de Ucrania y la Unión Soviética.